# Mausoleopsis dechambrei
Mausoleopsis dechambrei är en skalbaggsart som beskrevs av Franz Antoine 1999. Mausoleopsis dechambrei ingår i släktet Mausoleopsis och familjen Cetoniidae. Inga underarter finns listade i Catalogue of Life.